# Ferndorf
Ferndorf è un comune austriaco di 2 187 abitanti nel distretto di Villach-Land, in Carinzia. Tra il 1865 e il 1906 era stato accorpato al comune di Paternion; nel 1964 ha inglobato la località di Gschriet, già frazione del comune soppresso di Mooswald, e nel 1973 parte del territorio del comune soppresso di Molzbichl.

## Geografia antropica

### Suddivisioni amministrative
Il territorio comprende 12 località :
- Beinten (186)
- Döbriach (14)
- Ferndorf (588)
- Glanz (106)
- Gschriet (119)
- Insberg (129)
- Lang (28)
- Politzen (148)
- Rudersdorf (107)
- St. Jakob (120)
- St. Paul (69)
- Sonnwiesen (418)